# Calendario cinese
Il calendario cinese (chiamato anche il calendario nong o nong li) è un calendario lunisolare, cioè incorpora elementi sia dei calendari solari che di quelli lunari, usato in Cina fino al 1912, anno dell'abolizione. Con il festeggiamento del chunjie (Capodanno cinese) si ha l'inizio di questo calendario associato a un animale dello shengxiao (zodiaco cinese).  Il calendario fu anche usato da molti altri popoli dell'Asia. Il suo uso in Cina è testimoniato fin dai tempi di Marco Polo. È composto da 12 mesi e anni lunghi 353, 354 o 355 giorni.

## I giorni della settimana
Il giorno inizia a mezzanotte ed è diviso in 12 shí, di 2 ore ciascuno, sebbene quest'ultima unità di misura del tempo sia caduta in disuso: oggi è utilizzato soltanto il termine xiǎoshí per l'orario normale, ossia 1/24 della giornata. 
Quasi tutte le suddivisioni tradizionali in giorni sono ormai cadute in disuso forse a causa dell'influsso occidentale; difatti, l'odierna settimana si compone di sette giorni, così chiamati:
| 星期一 (xīngqī yī)                       | lunedì    |
| 星期二 (xīngqī èr)                       | martedì   |
| 星期三 (xīngqī sān)                      | mercoledì |
| 星期四 (xīngqī sì)                       | giovedì   |
| 星期五 (xīngqī wǔ)                       | venerdì   |
| 星期六 (xīngqī liù)                      | sabato    |
| 星期日o 星期天 (xīngqī rì o xīngqī tiān) | domenica  |

Si noti che i giorni della settimana sono tutti rappresentati da numeri tranne la domenica.

## Il ciclo dei mesi
L'inizio di ogni mese avviene ad ogni fase di luna nuova, considerata tale dai cinesi nel momento della congiunzione fra la Luna e il Sole, ovvero quando la Luna è completamente invisibile per le zone in prossimità delle coste orientali della Cina, sul meridiano a circa 120 gradi est di Greenwich.
Nella definizione dei mesi, è importante la definizione di termine principale: è la data in cui il Sole, nel suo moto apparente attorno alla Terra, percorre un angolo multiplo di trenta gradi; l'angolo di zero gradi è definito dalla posizione del Sole il giorno dell'equinozio di primavera. Il termine principale 1 si ha quando la longitudine del Sole è di 330 gradi, il termine principale 2 quando essa è di 0 gradi, il termine principale 3 a 30 gradi, e così via. Ogni mese prende il numero del termine principale in esso contenuto. Nel caso in cui capiti che un mese contenga due termini principali, non si tiene conto del secondo. Tuttavia il termine principale 11, che coincide col solstizio d'inverno, deve sempre cadere nel mese numero 11.
Quando si hanno 13 lune piene tra l'undicesimo mese di un anno e l'undicesimo mese dell'anno successivo (ovvero tra un solstizio d'inverno e il successivo), l'anno che segue sarà lungo 13 mesi. Poiché in tale anno c'è almeno un mese che non contiene nessun termine principale, il mese successivo a questo diventa il mese aggiuntivo, che porta lo stesso numero del mese precedente.
I giorni del mese sono chiamati in modo leggermente diverso; sono raggruppati in 3 gruppi di 10, che portano diversi prefissi: chū (初) per il primo gruppo, shí (十) per il secondo e niàn (廿) per il terzo.
| 1° = Chūyī(初一)   | 2° = Chūèr(初二)   | 3° = Chūsān(初三)   | 4° = Chūsì(初四)   | 5° = Chūwǔ(初五)   | 6° = Chūlìu(初六)   | 7° = Chūqī(初七)   | 8° = Chūbā(初八)   | 9° = Chūjiǔ(初九)   | 10° = Chūshí(初十)           |
| 11° = Shíyī(十一)  | 12° = Shíèr(十二)  | 13° = Shísān(十三)  | 14° = Shísì(十四)  | 15° = Shíwǔ(十五)  | 16° = Shílìu(十六)  | 17° = Shíqī(十七)  | 18° = Shíbā(十八)  | 19° = Shíjiǔ(十九)  | 20° = Èrshí(二十)            |
| 21° = Niànyī(廿一) | 22° = Niànèr(廿二) | 23° = Niànsān(廿三) | 24° = Niànsì(廿四) | 25° = Niànwǔ(廿五) | 26° = Niànlìu(廿六) | 27° = Niànqī(廿七) | 28° = Niànbā(廿八) | 29° = Niànjiǔ(廿九) | eventuale 30° = Sānshí(三十) |

I primi giorni del mese cinese sono chiamati spesso con nomi diversi: 月大 (capodanno), 2月大 (seconda luna grande), 3月小 (terza luna piccola), e così via.

## Il ciclo degli anni
Nel calendario cinese gli anni sono contati seguendo un ciclo di 60 anni che si chiama Ganzhi. Fino al 1911 venivano contati partendo dal momento dell'ascesa al trono di ogni imperatore.
Ad ogni anno viene assegnato un nome composto da due parti: una radice celeste e un ramo terrestre. Le parole che costituiscono la prima parte del nome sono dieci:
| Radici Celesti |
| -------------- |
| 甲 jiǎ         |
| 乙 yǐ          |
| 丙 bǐng        |
| 丁 dīng        |
| 戊 wù          |
| 己 jǐ          |
| 庚 gēng        |
| 辛 xīn         |
| 壬 rén         |
| 癸 guǐ         |

È proposto il loro significato antico, giacché molti di questi simboli hanno oggi perso ogni significato; si noti che i primi cinque sono anche tuttora utilizzati come numeri ordinali, ad esempio nei contratti oppure per la nomenclatura dei composti chimici.
Le parole che costituiscono la seconda parte, quella terrestre, sono dodici; a ciascuno di essi è associato un animale dello zodiaco cinese:
| Ramo terrestre | Animale zodiacale associato |
| -------------- | --------------------------- |
| 子 zǐ          | 鼠 shǔ - topo               |
| 丑 chǒu        | 牛 niú - bue                |
| 寅 yín         | 虎 hǔ - tigre               |
| 卯 mǎo         | 兔 tù - coniglio            |
| 辰 chén        | 龙 lóng - drago             |
| 巳 sì          | 蛇 shé - serpente           |
| 午 wǔ          | 马 mǎ - cavallo             |
| 未 wèi         | 羊 yáng - capra             |
| 申 shēn        | 猴 hóu - scimmia            |
| 酉 yǒu         | 鸡 jī - gallo               |
| 戌 xū          | 狗 gǒu - cane               |
| 亥 hài         | 猪 zhū - maiale             |

Da quanto sopra risulta chiaro che lo zodiaco cinese è di durata dodecennale.
I nomi degli anni vengono creati partendo dal primo nome celeste e dal primo terrestre, e utilizzando successivamente i secondi, i terzi, ecc. delle due liste; quando si arriva all'ultimo di una delle due liste, si ricomincia dal primo di quella lista. In questo modo è possibile costruire 60 combinazioni, ossia 60 nomi di anni, che sono quelli che compongono un ciclo completo.
Si usa contare questi cicli sessantennali a partire dal 2637 a.C., quando, secondo la tradizione, il calendario cinese fu inventato (in realtà dovrebbe avere circa duemila anni).
A titolo di esempio, in tabella sono mostrati i nomi in cinese degli anni più recenti:
| 1924-1953 (78° ciclo)                              | 1954-1983                                         | 1984-2013 (79° ciclo)                             | 2014-2043                                         |
| -------------------------------------------------- | ------------------------------------------------- | ------------------------------------------------- | ------------------------------------------------- |
| 1924 CE = 4621 甲子 (jiǎzǐ) - 鼠 shǔ - topo        | 1954 CE = 4651 甲午 (jiǎwǔ) - 马 mǎ - cavallo     | 1984 CE = 4681 甲子 (jiǎzǐ) - 鼠 shǔ - topo       | 2014 CE = 4711 甲午 (jiǎwǔ) - 马 mǎ - cavallo     |
| 1925 CE = 4622 乙丑 (yǐchǒu) - 牛 niú - bue        | 1955 CE = 4652 乙未 (yǐwèi) - 羊 yáng - capra     | 1985 CE = 4682 乙丑 (yǐchǒu) - 牛 niú - bue       | 2015 CE = 4712 乙未 (yǐwèi) - 羊 yáng - capra     |
| 1926 CE = 4623 丙寅 (bǐngyín) - 虎 hǔ - tigre      | 1956 CE = 4653 丙申 (bǐngshēn) - 猴 hóu (scimmia) | 1986 CE = 4683 丙寅 (bǐngyín) - 虎 hǔ - tigre     | 2016 CE = 4713 丙申 (bǐngshēn) - 猴 hóu (scimmia) |
| 1927 CE = 4624 丁卯 (dīngcmǎo) - 兔 tù - coniglio  | 1957 CE = 4654 丁酉 (dīngyǒu) - 鸡 jī (gallina)   | 1987 CE = 4684 丁卯 (dīngcmǎo) - 兔 tù - coniglio | 2017 CE = 4714 丁酉 (dīngyǒu) - 鸡 jī (gallina)   |
| 1928 CE = 4625 戊辰 (wùchén) - 龙 lóng - drago     | 1958 CE = 4655 戊戌 (wùxū) - 狗 gǒu (cane)        | 1988 CE = 4685 戊辰 (wùchén) - 龙 lóng - drago    | 2018 CE = 4715 戊戌 (wùxū) - 狗 gǒu (cane)        |
| 1929 CE = 4626 己巳 (jǐsì) - 蛇 shé - serpente     | 1959 CE = 4656 己亥 (jǐhài) - 猪 zhū (maiale)     | 1989 CE = 4686 己巳 (jǐsì) - 蛇 shé - serpente    | 2019 CE = 4716 己亥 (jǐhài) - 猪 zhū (maiale)     |
| 1930 CE = 4627 庚午 (gēngwǔ) - 马 mǎ - cavallo     | 1960 CE = 4657 庚子 (gēngzǐ) - 鼠 shǔ - topo      | 1990 CE = 4687 庚午 (gēngwǔ) - 马 mǎ - cavallo    | 2020 CE = 4717 庚子 (gēngzǐ) - 鼠 shǔ - topo      |
| 1931 CE = 4628 辛未 (xīnwèi) - 羊 yáng - capra     | 1961 CE = 4658 辛丑 (xīnchǒu) - 牛 niú - bue      | 1991 CE = 4688 辛未 (xīnwèi) - 羊 yáng - capra    | 2021 CE = 4718 辛丑 (xīnchǒu) - 牛 niú - bue      |
| 1932 CE = 4629 壬申 (rénshēn) - 猴 hóu (scimmia)   | 1962 CE = 4659 壬寅 (rényín) - 虎 hǔ - tigre      | 1992 CE = 4689 壬申 (rénshēn) - 猴 hóu (scimmia)  | 2022 CE = 4719 壬寅 (rényín) - 虎 hǔ - tigre      |
| 1933 CE = 4630 癸酉 (guǐyǒu) - 鸡 jī (gallina)     | 1963 CE = 4660 癸卯 (guǐmǎo) - 兔 tù - coniglio   | 1993 CE = 4690 癸酉 (guǐyǒu) - 鸡 jī (gallina)    | 2023 CE = 4720 癸卯 (guǐmǎo) - 兔 tù - coniglio   |
| 1934 CE = 4631 甲戌 (jiǎxū) - 狗 gǒu (cane)        | 1964 CE = 4661 甲辰 (jiǎchén) - 龙 lóng - drago   | 1994 CE = 4691 甲戌 (jiǎxū) - 狗 gǒu (cane)       | 2024 CE = 4721 甲辰 (jiǎchén) - 龙 lóng - drago   |
| 1935 CE = 4632 乙亥 (yǐhài) - 猪 zhū (maiale)      | 1965 CE = 4662 乙巳 (yǐsì) - 蛇 shé - serpente    | 1995 CE = 4692 乙亥 (yǐhài) - 猪 zhū (maiale)     | 2025 CE = 4722 乙巳 (yǐsì) - 蛇 shé - serpente    |
| 1936 CE = 4633 丙子 (bǐngzǐ) - 鼠 shǔ - topo       | 1966 CE = 4663 丙午 (bǐngwǔ) - 马 mǎ - cavallo    | 1996 CE = 4693 丙子 (bǐngzǐ) - 鼠 shǔ - topo      | 2026 CE = 4723 丙午 (bǐngwǔ) - 马 mǎ - cavallo    |
| 1937 CE = 4634 丁丑 (dīngchǒu) - 牛 niú - bue      | 1967 CE = 4664 丁未 (dīngwèi) - 羊 yáng - capra   | 1997 CE = 4694 丁丑 (dīngchǒu) - 牛 niú - bue     | 2027 CE = 4724 丁未 (dīngwèi) - 羊 yáng - capra   |
| 1938 CE = 4635 戊寅 (wùyín) - 虎 hǔ - tigre        | 1968 CE = 4665 戊申 (wùshēn) - 猴 hóu (scimmia)   | 1998 CE = 4695 戊寅 (wùyín) - 虎 hǔ - tigre       | 2028 CE = 4725 戊申 (wùshēn) - 猴 hóu (scimmia)   |
| 1939 CE = 4636 己卯 (jǐmǎo) - 兔 tù - coniglio     | 1969 CE = 4666 己酉 (jǐyǒu) - 鸡 jī (gallina)     | 1999 CE = 4696 己卯 (jǐmǎo) - 兔 tù - coniglio    | 2029 CE = 4726 己酉 (jǐyǒu) - 鸡 jī (gallina)     |
| 1940 CE = 4637 庚辰 (gēngchén) - 龙 lóng - drago   | 1970 CE = 4667 庚戌 (gēngxū) - 狗 gǒu (cane)      | 2000 CE = 4697 庚辰 (gēngchén) - 龙 lóng - drago  | 2030 CE = 4727 庚戌 (gēngxū) - 狗 gǒu (cane)      |
| 1941 CE = 4638 辛巳 (xīnsì) - 蛇 shé - serpente    | 1971 CE = 4668 辛亥 (xīnhài) - 猪 zhū (maiale)    | 2001 CE = 4698 辛巳 (xīnsì) - 蛇 shé - serpente   | 2031 CE = 4728 辛亥 (xīnhài) - 猪 zhū (maiale)    |
| 1942 CE = 4639 壬午 (rénwǔ) - 马 mǎ - cavallo      | 1972 CE = 4669 壬子 (rénzǐ) - 鼠 shǔ - topo       | 2002 CE = 4699 壬午 (rénwǔ) - 马 mǎ - cavallo     | 2032 CE = 4729 壬子 (rénzǐ) - 鼠 shǔ - topo       |
| 1943 CE = 4640 癸未 (guǐwèi) - 羊 yáng - capra     | 1973 CE = 4670 癸丑 (guǐchǒu) - 牛 niú - bue      | 2003 CE = 4700 癸未 (guǐwèi) - 羊 yáng - capra    | 2033 CE = 4730 癸丑 (guǐchǒu) - 牛 niú - bue      |
| 1944 CE = 4641 - 甲申 (jiǎshēn) - 猴 hóu (scimmia) | 1974 CE = 4671 甲寅 (jiǎyín) - 虎 hǔ - tigre      | 2004 CE = 4701 甲申 (jiǎshēn) - 猴 hóu (scimmia)  | 2034 CE = 4731 甲寅 (jiǎyín) - 虎 hǔ - tigre      |
| 1945 CE = 4642 乙酉 (yǐyǒu) - 鸡 jī (gallina)      | 1975 CE = 4672 乙卯 (yǐmǎo) - 兔 tù - coniglio    | 2005 CE = 4702 乙酉 (yǐyǒu) - 鸡 jī (gallina)     | 2035 CE = 4732 乙卯 (yǐmǎo) - 兔 tù - coniglio    |
| 1946 CE = 4643 丙戌 (bǐngxū) - 狗 gǒu (cane)       | 1976 CE = 4673 丙辰 (bǐngchén) - 龙 lóng - drago  | 2006 CE = 4703 丙戌 (bǐngxū) - 狗 gǒu (cane)      | 2036 CE = 4733 丙辰 (bǐngchén) - 龙 lóng - drago  |
| 1947 CE = 4644 丁亥 (dīnghài) - 猪 zhū (maiale)    | 1977 CE = 4674 丁巳 (dīngsì) - 蛇 shé - serpente  | 2007 CE = 4704 丁亥 (dīnghài) - 猪 zhū (maiale)   | 2037 CE = 4734 丁巳 (dīngsì) - 蛇 shé - serpente  |
| 1948 CE = 4645 戊子 (wùzǐ) - 鼠 shǔ - topo         | 1978 CE = 4675 戊午 (wùwǔ) - 马 mǎ - cavallo      | 2008 CE = 4705 戊子 (wùzǐ) - 鼠 shǔ - topo        | 2038 CE = 4735 戊午 (wùwǔ) - 马 mǎ - cavallo      |
| 1949 CE = 4646 己丑 (jǐchǒu) - 牛 niú - bue        | 1979 CE = 4676 己未 (jǐwèi) - 羊 yáng - capra     | 2009 CE = 4706 己丑 (jǐchǒu) - 牛 niú - bue       | 2039 CE = 4736 己未 (jǐwèi) - 羊 yáng - capra     |
| 1950 CE = 4647 庚寅 (gēngyín) - 虎 hǔ - tigre      | 1980 CE = 4677 庚申 (gēngshēn) - 猴 hóu (scimmia) | 2010 CE = 4707 庚寅 (gēngyín) - 虎 hǔ - tigre     | 2040 CE = 4737 庚申 (gēngshēn) - 猴 hóu (scimmia) |
| 1951 CE = 4648 辛卯 (xīnmǎo) - 兔 tù - coniglio    | 1981 CE = 4678 辛酉 (xīnyǒu) - 鸡 jī (gallina)    | 2011 CE = 4708 辛卯 (xīnmǎo) - 兔 tù - coniglio   | 2041 CE = 4738 辛酉 (xīnyǒu) - 鸡 jī (gallina)    |
| 1952 CE = 4649 壬辰 (rénchén) - 龙 lóng - drago    | 1982 CE = 4679 壬戌 (rénxū) - 狗 gǒu (cane)       | 2012 CE = 4709 壬辰 (rénchén) - 龙 lóng - drago   | 2042 CE = 4739 壬戌 (rénxū) - 狗 gǒu (cane)       |
| 1953 CE = 4650 癸巳 (guǐsì) - 蛇 shé - serpente    | 1983 CE = 4680 癸亥 (guǐhài) - 猪 zhū (maiale)    | 2013 CE = 4710 癸巳 (guǐsì) - 蛇 shé - serpente   | 2043 CE = 4740 癸亥 (guǐhài) - 猪 zhū (maiale)    |

Si badi bene che non tutti accettano l'origine del calendario risalente al 2637 a.C. Alcuni la fanno risalire al 2697 a.C., con una sfasatura di 60 unità nel calcolo degli anni. Non è in realtà molto diffuso tra i cinesi riferirsi agli anni con i numeri in tabella (4710, ...), tant'è che molti ne ignorano addirittura l'esistenza: per gli anni è ormai capillarmente diffuso il calendario gregoriano.
Va comunque precisato che gli anni del calendario cinese non coincidono esattamente con quelli del calendario gregoriano, poiché varia necessariamente la data del capodanno: precisamente, il capodanno cinese, xīnnián, che dura quattro giorni, cade in coincidenza della prima luna nuova dopo l'entrata del Sole nel segno dell'Acquario, ossia nel momento in cui inizia il mese numero 1. Per questa ragione l'inizio dell'anno cinese cade tra il 21 gennaio e il 19 febbraio del calendario gregoriano.

### Date di capodanno
Ecco l'elenco con la denominazione degli anni a partire dal 1900:
- Anno del topo 1900 (dal 31 gennaio 1900 al 18 febbraio 1901)
- Anno del bufalo 1901 (dal 19 febbraio 1901 al 7 febbraio 1902)
- Anno della tigre 1902 (dall'8 febbraio 1902 al 28 gennaio 1903)
- Anno del coniglio 1903 (dal 29 gennaio 1903 al 15 febbraio 1904)
- Anno del drago 1904 (dal 16 febbraio 1904 al 3 febbraio 1905)
- Anno del serpente 1905 (dal 4 febbraio 1905 al 24 gennaio 1906)
- Anno del cavallo 1906 (dal 25 gennaio 1906 al 12 febbraio 1907)
- Anno della capra 1907 (dal 13 febbraio 1907 al 1º febbraio 1908)
- Anno della scimmia 1908 (dal 2 febbraio 1908 al 21 gennaio 1909)
- Anno del gallo 1909 (dal 22 gennaio 1909 al 9 febbraio 1910)
- Anno del cane 1910 (dal 10 febbraio 1910 al 29 gennaio 1911)
- Anno del maiale 1911 (dal 30 gennaio 1911 al 17 febbraio 1912)
- Anno del topo 1912 (dal 18 febbraio 1912 al 5 febbraio 1913)
- Anno del bufalo 1913 (dal 6 febbraio 1913 al 25 gennaio 1914)
- Anno della tigre 1914 (dal 26 gennaio 1914 al 13 febbraio 1915)
- Anno del coniglio 1915 (dal 14 febbraio 1915 al 2 febbraio 1916)
- Anno del drago 1916 (dal 3 febbraio 1916 al 22 gennaio 1917)
- Anno del serpente 1917 (dal 23 gennaio 1917 al 10 febbraio 1918)
- Anno del cavallo 1918 (dall'11 febbraio 1918 al 31 gennaio 1919)
- Anno della capra 1919 (dal 1º febbraio 1919 al 19 febbraio 1920)
- Anno della scimmia 1920 (dal 20 febbraio 1920 al 7 febbraio 1921)
- Anno del gallo 1921 (dall'8 febbraio 1921 al 27 gennaio 1922)
- Anno del cane 1922 (dal 28 gennaio 1922 al 15 febbraio 1923)
- Anno del maiale 1923 (dal 16 febbraio 1923 al 4 febbraio 1924)
- Anno del topo 1924 (dal 5 febbraio 1924 al 24 gennaio 1925)
- Anno del bufalo 1925 (dal 25 gennaio 1925 al 12 febbraio 1926)
- Anno della tigre 1926 (dal 13 febbraio 1926 al 1º febbraio 1927)
- Anno del coniglio 1927 (dal 2 febbraio 1927 al 22 gennaio 1928)
- Anno del drago 1928 (dal 23 gennaio 1928 al 9 febbraio 1929)
- Anno del serpente 1929 (dal 10 febbraio 1929 al 29 gennaio 1930)
- Anno del cavallo 1930 (dal 30 gennaio 1930 al 16 febbraio 1931)
- Anno della capra 1931 (dal 17 febbraio 1931 al 5 febbraio 1932)
- Anno della scimmia 1932 (dal 6 febbraio 1932 al 25 gennaio 1933)
- Anno del gallo 1933 (dal 26 gennaio 1933 al 13 febbraio 1934)
- Anno del cane 1934 (dal 14 febbraio 1934 al 3 febbraio 1935)
- Anno del maiale 1935 (dal 4 febbraio 1935 al 23 gennaio 1936)
- Anno del topo 1936 (dal 24 gennaio 1936 al 10 febbraio 1937)
- Anno del bufalo 1937 (dall'11 febbraio 1937 al 30 gennaio 1938)
- Anno della tigre 1938 (dal 31 gennaio 1938 al 18 febbraio 1939)
- Anno del coniglio 1939 (dal 19 febbraio 1939 al 7 febbraio 1940)
- Anno del drago 1940 (dall'8 febbraio 1940 al 26 gennaio 1941)
- Anno del serpente 1941 (dal 27 gennaio 1941 al 14 febbraio 1942)
- Anno del cavallo 1942 (dal 15 febbraio 1942 al 4 febbraio 1943)
- Anno della capra 1943 (dal 5 febbraio 1943 al 24 gennaio 1944)
- Anno della scimmia 1944 (dal 25 gennaio 1944 al 12 febbraio 1945)
- Anno del gallo 1945 (dal 13 febbraio 1945 al 1º febbraio 1946)
- Anno del cane 1946 (dal 2 febbraio 1946 al 21 gennaio 1947)
- Anno del maiale 1947 (dal 22 gennaio 1947 al 9 febbraio 1948)
- Anno del topo 1948 (dal 10 febbraio 1948 al 28 gennaio 1949)
- Anno del bufalo 1949 (dal 29 gennaio 1949 al 16 febbraio 1950)
- Anno della tigre 1950 (dal 17 febbraio 1950 al 5 febbraio 1951)
- Anno del coniglio 1951 (dal 6 febbraio 1951 al 27 gennaio 1952)
- Anno del drago 1952 (dal 28 gennaio 1952 al 13 febbraio 1953)
- Anno del serpente 1953 (dal 14 febbraio 1953 al 2 febbraio 1954)
- Anno del cavallo 1954 (dal 3 febbraio 1954 al 23 gennaio 1955)
- Anno della capra 1955 (dal 24 gennaio 1955 all'11 febbraio 1956)
- Anno della scimmia 1956 (dal 12 febbraio 1956 al 30 gennaio 1957)
- Anno del gallo 1957 (dal 31 gennaio 1957 al 17 febbraio 1958)
- Anno del cane 1958 (dal 18 febbraio 1958 al 7 febbraio 1959)
- Anno del maiale 1959 (dall'8 febbraio 1959 al 27 gennaio 1960)
- Anno del topo 1960 (dal 28 gennaio 1960 al 14 febbraio 1961)
- Anno del bufalo 1961 (dal 15 febbraio 1961 al 4 febbraio 1962)
- Anno della tigre 1962 (dal 5 febbraio 1962 al 24 gennaio 1963)
- Anno del coniglio 1963 (dal 25 gennaio 1963 al 12 febbraio 1964)
- Anno del drago 1964 (dal 13 febbraio 1964 al 1º febbraio 1965)
- Anno del serpente 1965 (dal 2 febbraio 1965 al 20 gennaio 1966)
- Anno del cavallo 1966 (dal 21 gennaio 1966 all'8 febbraio 1967)
- Anno della capra 1967 (dal 9 febbraio 1967 al 29 gennaio 1968)
- Anno della scimmia 1968 (dal 30 gennaio 1968 al 16 febbraio 1969)
- Anno del gallo 1969 (dal 17 febbraio 1969 al 5 febbraio 1970)
- Anno del cane 1970 (dal 6 febbraio 1970 al 26 gennaio 1971)
- Anno del maiale 1971 (dal 27 gennaio 1971 al 14 febbraio 1972)
- Anno del topo 1972 (dal 15 febbraio 1972 al 2 febbraio 1973)
- Anno del bufalo 1973 (dal 3 febbraio 1973 al 22 gennaio 1974)
- Anno della tigre 1974 (dal 23 gennaio 1974 al 10 febbraio 1975)
- Anno del coniglio 1975 (dall'11 febbraio 1975 al 30 gennaio 1976)
- Anno del drago 1976 (dal 31 gennaio 1976 al 17 febbraio 1977)
- Anno del serpente 1977 (dal 18 febbraio 1977 al 6 febbraio 1978)
- Anno del cavallo 1978 (dal 7 febbraio 1978 al 27 gennaio 1979)
- Anno della capra 1979 (dal 28 gennaio 1979 al 15 febbraio 1980)
- Anno della scimmia 1980 (dal 16 febbraio 1980 al 4 febbraio 1981)
- Anno del gallo 1981 (dal 5 febbraio 1981 al 24 gennaio 1982)
- Anno del cane 1982 (dal 25 gennaio 1982 al 12 febbraio 1983)
- Anno del maiale 1983 (dal 13 febbraio 1983 al 1º febbraio 1984)
- Anno del topo 1984 (dal 2 febbraio 1984 al 19 febbraio 1985)
- Anno del bufalo 1985 (dal 20 febbraio 1985 all'8 febbraio 1986)
- Anno della tigre 1986 (dal 9 febbraio 1986 al 28 gennaio 1987)
- Anno del coniglio 1987 (dal 29 gennaio 1987 al 16 febbraio 1988)
- Anno del drago 1988 (dal 17 febbraio 1988 al 5 febbraio 1989)
- Anno del serpente 1989 (dal 6 febbraio 1989 al 26 gennaio 1990)
- Anno del cavallo 1990 (dal 27 gennaio 1990 al 14 febbraio 1991)
- Anno della capra 1991 (dal 15 febbraio 1991 al 3 febbraio 1992)
- Anno della scimmia 1992 (dal 4 febbraio 1992 al 22 gennaio 1993)
- Anno del gallo 1993 (dal 23 gennaio 1993 al 9 febbraio 1994)
- Anno del cane 1994 (dal 10 febbraio 1994 al 30 gennaio 1995)
- Anno del maiale 1995 (dal 31 gennaio 1995 al 18 febbraio 1996)
- Anno del topo 1996 (dal 19 febbraio 1996 al 6 febbraio 1997)
- Anno del bufalo 1997 (dal 7 febbraio 1997 al 27 gennaio 1998)
- Anno della tigre 1998 (dal 28 gennaio 1998 al 15 febbraio 1999)
- Anno del coniglio 1999 (dal 16 febbraio 1999 al 4 febbraio 2000)
- Anno del drago 2000 (dal 5 febbraio 2000 al 23 gennaio 2001)
- Anno del serpente 2001 (dal 24 gennaio 2001 all'11 febbraio 2002)
- Anno del cavallo 2002 (dal 12 febbraio 2002 al 31 gennaio 2003)
- Anno della capra 2003 (dal 1º febbraio 2003 al 21 gennaio 2004)
- Anno della scimmia 2004 (dal 22 gennaio 2004 all'8 febbraio 2005)
- Anno del gallo 2005 (dal 9 febbraio 2005 al 28 gennaio 2006)
- Anno del cane 2006 (dal 29 gennaio 2006 al 17 febbraio 2007)
- Anno del maiale 2007 (dal 18 febbraio 2007 al 6 febbraio 2008)
- Anno del topo 2008 (dal 7 febbraio 2008 al 25 gennaio 2009)
- Anno del bufalo 2009 (dal 26 gennaio 2009 al 13 febbraio 2010)
- Anno della tigre 2010 (dal 14 febbraio 2010 al 2 febbraio 2011)
- Anno del coniglio 2011 (dal 3 febbraio 2011 al 22 gennaio 2012)
- Anno del drago 2012 (dal 23 gennaio 2012 al 9 febbraio 2013)
- Anno del serpente 2013 (dal 10 febbraio 2013 al 30 gennaio 2014)
- Anno del cavallo 2014 (dal 31 gennaio 2014 al 18 febbraio 2015)
- Anno della capra 2015 (dal 19 febbraio 2015 al 7 febbraio 2016)
- Anno della scimmia 2016 (dall'8 febbraio 2016 al 27 gennaio 2017)
- Anno del gallo 2017 (dal 28 gennaio 2017 al 15 febbraio 2018)
- Anno del cane 2018 (dal 16 febbraio 2018 al 4 febbraio 2019)
- Anno del maiale 2019 (dal 5 febbraio 2019 al 25 gennaio 2020)
- Anno del topo 2020 (dal 26 gennaio 2020 all’11 febbraio 2021)
- Anno del bufalo 2021 (dal 12 febbraio 2021 al 31 gennaio 2022)
- Anno della tigre 2022 (dal 1º febbraio 2022 al 21 gennaio 2023)
- Anno del coniglio 2023 (dal 22 gennaio 2023 al 9 febbraio 2024)
- Anno del drago 2024 (dal 10 febbraio 2024 al 28 gennaio 2025)
- Anno del serpente 2025 (dal 29 gennaio 2025 al 16 febbraio 2026)